# 恩维尔先锋队
恩维尔先锋队是阿尔巴尼亚社会主义人民共和国的少年先锋队组织。前身为1942年2月10日成立的共产主义儿童联盟（Djem të Bashkuar të Ideve Komuniste），二战后更名为先锋队组织（Organizata e Pionierëve），1985年恩维尔·霍查去世后更名为恩维尔先锋队。恩维尔先锋队最终于1991年阿爾巴尼亞民主化浪潮中正式解散。
恩维尔先锋队由阿尔巴尼亚劳动党的青年翼——阿尔巴尼亚劳动青年联盟管理。
社会主义时期的阿尔巴尼亚的小学儿童通常在8岁和9岁时公开宣誓加入恩维尔先锋队，学校生活受先锋队政治意识影响较大。